# Tampines East
Tampines East – podziemna stacja Mass Rapid Transit (MRT) w Singapurze, która jest częścią Downtown Line. Została otwarta 21 października 2017. Stacja znajduje się w Tampines, wzdłuż Tampines Avenue 7, w pobliżu skrzyżowania z Tampines Avenue 2.